# Stazione di Asciano
Stazione di Asciano vasútállomás Olaszországban, Asciano településen.

## Vasútvonalak
Az állomást az alábbi vasútvonalak érintik:
- Toszkánai Központi Vasút

## Kapcsolódó állomások
A vasútállomáshoz az alábbi állomások vannak a legközelebb:
- Asciano-Monte Oliveto Maggiore railway halt
- Stazione di Rapolano Terme
- Stazione di Trequanda